# Joel Whist
Joel Whist é um especialista em efeitos visuais estadunidense. Foi indicado ao Oscar de melhores efeitos visuais na edição de 2018 pelo trabalho na obra War for the Planet of the Apes.